# Lista de deputados estaduais do Rio de Janeiro da 1.ª legislatura
Esta é a lista de deputados estaduais do Rio de Janeiro eleitos para a legislatura 1975–1979.

## Composição das bancadas
| Partido | Líder          | Bancada | Posição  |
| ------- | -------------- | ------- | -------- |
| MDB     | Marcelo Drabie | 27 / 46 | Oposição |
| ARENA   | Jorge Sessim   | 19 / 46 | Governo  |

## Deputados estaduais
No Rio de Janeiro foram eleitos 46 deputados estaduais dos quais 27 do MDB e 19 da ARENA.
| Número | Deputados estaduais eleitos  | Partido | Votação | Percentual | Cidade onde nasceu       | Unidade federativa |
| 15576  | Jaime Campos                 | MDB     | 25.681  |            | São Gonçalo              | Rio de Janeiro     |
| 11696  | Frederico Padilha            | ARENA   | 23.299  |            | Nova Iguaçu              | Rio de Janeiro     |
| 15559  | José Alves de Brito          | MDB     | 23.277  |            | Ingá                     | Paraíba            |
| 15245  | Waldir da Costa              | MDB     | 23.088  |            | São João de Meriti       | Rio de Janeiro     |
| 15989  | Marcelo Drabie               | MDB     | 22.200  |            | Barra Mansa              | Rio de Janeiro     |
| 15890  | Antônio Gaspar               | MDB     | 21.977  |            | Macaé                    | Rio de Janeiro     |
| 15357  | Geraldo Di Biase             | MDB     | 21.708  |            | Valença                  | Rio de Janeiro     |
| 15991  | Silvério do Espírito Santo   | MDB     | 21.611  |            | Duque de Caxias          | Rio de Janeiro     |
| 15734  | Jorge Bedran                 | MDB     | 20.642  |            | Magé                     | Rio de Janeiro     |
| 15563  | Claudio Moacyr               | MDB     | 20.598  |            | Macaé                    | Rio de Janeiro     |
| 11140  | Saramago Pinheiro            | ARENA   | 19.939  |            | Niterói                  | Rio de Janeiro     |
| 15307  | Sílvio Lessa                 | MDB     | 19.764  |            | Niterói                  | Rio de Janeiro     |
| 15606  | Francisco Lomelino           | MDB     | 19.591  |            | Angra dos Reis           | Rio de Janeiro     |
| 11561  | Jorge Sessim                 | ARENA   | 18.946  |            | Nilópolis                | Rio de Janeiro     |
| 15364  | Hélio Gomes                  | MDB     | 18.236  |            | Campos dos Goytacazes    | Rio de Janeiro     |
| 15812  | Francisco Amaral             | MDB     | 25.554  |            | Pedreiras                | Maranhão           |
| 11494  | Monteiro Linhares            | ARENA   | 16.849  |            | Rio de Janeiro           | Rio de Janeiro     |
| 15387  | Gilberto Rodrigues           | MDB     | 16.632  |            | Nova Friburgo            | Rio de Janeiro     |
| 15329  | Lázaro de Carvalho           | MDB     | 16.286  |            | São Sebastião do Paraíso | Minas Gerais       |
| 15933  | Luiz Carlos Soares           | MDB     | 16.072  |            | Maricá                   | Rio de Janeiro     |
| 15682  | Alberto Dauaire              | MDB     | 16.034  |            | Campos dos Goytacazes    | Rio de Janeiro     |
| 11987  | Geraldo André                | ARENA   | 15.306  |            | Itaguaí                  | Rio de Janeiro     |
| 11602  | Astor Pereira de Melo        | ARENA   | 15.012  |            | Araruama                 | Rio de Janeiro     |
| 15345  | Juvêncio Santana             | MDB     | 14.523  |            | Volta Redonda            | Rio de Janeiro     |
| 15665  | Fernando Leandro             | MDB     | 13.651  |            | Porto                    | Portugal           |
| 11411  | Paulo Américo                | ARENA   | 13.612  |            | Teresópolis              | Rio de Janeiro     |
| 15755  | Márcio Macedo                | MDB     | 13.187  |            | Três Rios                | Rio de Janeiro     |
| 15835  | Rubens Ferraz                | MDB     | 13.157  |            | São Pedro da Aldeia      | Rio de Janeiro     |
| 11284  | José Nader                   | ARENA   | 12.939  |            | Bananal                  | São Paulo          |
| 15183  | Amadeu Chacar Filho          | MDB     | 12.721  |            | Itaperuna                | Rio de Janeiro     |
| 11859  | José Carlos Miranda          | ARENA   | 12.713  |            | Rio de Janeiro           | Rio de Janeiro     |
| 15761  | Otime Cardoso dos Santos     | MDB     | 12.670  |            | Cabo Frio                | Rio de Janeiro     |
| 15780  | Osiris de Paiva Souza        | MDB     | 12.471  |            | Valença                  | Rio de Janeiro     |
| 15418  | Henrique Peçanha             | MDB     | 12.410  |            | Rio de Janeiro           | Rio de Janeiro     |
| 15906  | Paulo Albernaz               | MDB     | 12.255  |            | Campos dos Goytacazes    | Rio de Janeiro     |
| 11770  | Antônio Alexandre            | ARENA   | 12.185  |            | Rio de Janeiro           | Rio de Janeiro     |
| 11308  | Jorge Ayres                  | ARENA   | 12.078  |            | Belford Roxo             | Rio de Janeiro     |
| 11263  | Odair Gama                   | ARENA   | 11.606  |            | Rio de Janeiro           | Rio de Janeiro     |
| 11762  | Flávio Palmier da Veiga      | ARENA   | 11.455  |            | Niterói                  | Rio de Janeiro     |
| 15943  | Gil Marques                  | MDB     | 10.967  |            | Barra do Piraí           | Rio de Janeiro     |
| 11727  | Valdílio Vilas Boas          | ARENA   | 10.649  |            | Saquarema                | Rio de Janeiro     |
| 11802  | Josias Ávila Júnior          | ARENA   | 10.450  |            | São Gonçalo              | Rio de Janeiro     |
| 11251  | Feliciano Costa              | ARENA   | 10.429  |            | Três Rios                | Rio de Janeiro     |
| 11334  | Paulo Pfeil                  | ARENA   | 9.861   |            | Niterói                  | Rio de Janeiro     |
| 11515  | Alberto Torres               | ARENA   | 9.771   |            | Niterói                  | Rio de Janeiro     |
| 11146  | João Ruy de Queiroz Pinheiro | ARENA   | 9.770   |            | Nilópolis                | Rio de Janeiro     |